# 피아노 소나타 16번 (모차르트)
《피아노 소나타 16번 다장조 K. 545》는 볼프강 아마데우스 모차르트가 작곡한 가장 유명한 피아노 소나타 가운데 하나이다. 1788년에 빈에서 작곡되었다. 초심자용 피아노 소나타로도 불린다. 모차르트의 생전에는 출판되지 않았었고 1805년에야 출판되었다

## 구성
구성은 다음과 같다.
1. 알레그로 (Allegro)
2. 안단테 (Andante)
3. 론도 (Rondo)